# Gosen
Gosen (五泉市 -shi) é uma cidade japonesa localizada na província de Niigata.
Em 2003, a cidade tinha uma população estimada em 37 830 habitantes e uma densidade populacional de 382,89 h/km². Tem uma área total de 98,80 km².
Recebeu o estatuto de cidade a 3 de Novembro de 1954.